# Symplocos adenophylla
Symplocos adenophylla är en tvåhjärtbladig växtart som beskrevs av Nathaniel Wallich och George Don jr. Symplocos adenophylla ingår i släktet Symplocos och familjen Symplocaceae. Utöver nominatformen finns också underarten S. a. touranensis.